# Vacuum (tijdschrift)
Vacuum is een internationaal, aan collegiale toetsing onderworpen wetenschappelijk tijdschrift op het gebied van de natuurkunde.
Het wordt uitgegeven door Pergamon Press en verschijnt 16 keer per jaar.
Het eerste nummer verscheen in 1951.